# Joann Lõssov
Joann Lõssov (ur. 10 września 1921 w Tallinnie, zm. 3 sierpnia 2000 tamże) – estoński koszykarz. W barwach ZSRR srebrny medalista olimpijski z Helsinek.
W czasie II wojny światowej został zmobilizowany do Armii Czerwonej, służył w batalionach roboczych, a później w dywizji strzeleckiej. Występował w Kalevie z Tallinna. Z reprezentacją ZSRR sięgał po srebro igrzysk olimpijskich w 1952 oraz był mistrzem Europy w 1947 i 1951. Po zakończeniu kariery zawodniczej został trenerem.